# Петиция на македонското духовенство (1931)
Петицията на македонското духовенство от 1931 година е протестно обръщение на македонските български православни и източнокатолически духовници до Обществото на народите с искания те да бъдат върнати в епархиите в Сърбия и Гърция, откъдето са прогонени, да се възстановят българските църковни общини и да се върне българския език в богослужението.

## История
Петицията е общо дело на Националния комитет на македонските емигрантски организации, българските православни духовници от Българската екзархия и българските източнокатолически духовници от Македонския български апостолически викариат и Македонската католическа лига. Епископите и свещениците от двете вероизповедания изработват съвместна петиция, адресирана до Обществото на народите, скоято настояват за намесата наорганизацията за възстановяване на следните права:
- а) да бъдат допуснати духовниците да се върнат в диоцезите им, които са управлявали преди изгонването им в 1913 година;
- б) да се възстановят българските църковни общини в Македония с правата, които са имали в османско време по отношение на религиозните и училищни работи;
- в) да се възстановят отнетите им права, свързани с управлението на диоцезите и да се върнат имотите на църквите и манастирите, предадени на сръбските и гръцките свещеници;
- г) да се въведе българският език, майчин на паството в Македония, в училищата и църквите;
- д) да се разреши на населението на македонските епархии, като му се гарантира свободата, да избира своите духовни пастири след смъртта на сегашните, съобразно с каноните на Църквата.[1]

Петицията е придружена от три приложения: изложение за създаването, съществуването и юрисдикцията на Българската екзархия; изложение за стремленията на българското население в Македония към национална и политическа свобода; и изложение за сръбските и гръцките насилия в 1912 - 1913 година. Петицията е подписана от 263 православни и източнокатолически духовници - двама митрополити, петима епископи, шестима архимандрити и 250 свещеници, всички прогонени от Сърбия и Гърция след окупацията на Македония в 1913 година.
| Подписал                      | Родно място  | Църква                              | Позиция към 1913 г.                                                 |
| ----------------------------- | ------------ | ----------------------------------- | ------------------------------------------------------------------- |
| митрополит Борис Охридски     | Стара Загора | Българска екзархия                  | охридски митрополит, управляващ Дебърската и Пелагонийската епархия |
| митрополит Неофит Скопски     | Охрид        | Българска екзархия                  | скопски митрополит, управляващ Велешка и Струмишка епархия          |
| епископ Иларион Нишавски      | Цикнихор     | Българска екзархия                  | архиерейски наместник в Кичево, председател на делегацията          |
| епископ Никодим Тивериополски | Скопие       | Българска екзархия                  | управляващ Одринската епархия                                       |
| епископ Панарет Брегалнишки   | Подмочани    | Българска екзархия                  | управляващ Костурската епархия                                      |
| епископ Борис Стобийски       | Гявато       | Българска екзархия                  |                                                                     |
| епископ Епифаний Шанов        | Казанлък     | Църква на съединените с Рим българи | македонски български апостолически викарий                          |
| архимандрит Кирил Рилски      | Битуше       | Българска екзархия                  | управляващ Драмската епархия                                        |
| архимандрит Дионисий          | Струга       | Българска екзархия                  | протосингел на Охридската митрополия                                |
| архимандрит Горазд            | Цариград     | Българска екзархия                  | протосингел на Пелагонийската митрополия                            |
| архимандрит Паисий            | Ямбол        | Българска екзархия                  | протосингел на Струмишката митрополия                               |
| архимандрит Климент           | Цакнохор     | Българска екзархия                  |                                                                     |
| архимандрит Гавриил           |              | Българска екзархия                  |                                                                     |

В делегацията влизат:
| Член                         | Родно място | Църква                              | Позиция към 1913 г.                                        |
| ---------------------------- | ----------- | ----------------------------------- | ---------------------------------------------------------- |
| епископ Иларион Нишавски     | Цикнихор    | Българска екзархия                  | архиерейски наместник в Кичево, председател на делегацията |
| архимандрит Кирил Рилски     | Битуше      | Българска екзархия                  | управляващ Драмската епархия                               |
| йеромонах д-р Йероним Стамов | Гевгели     | Църква на съединените с Рим българи | архиерейски наместник в Енидже Вардар                      |
| свещеник Христо Буцев        | Загоричани  | Българска екзархия                  |                                                            |
| протойерей Трифон Стоянов    | Скопие      | Българска екзархия                  | архиерейски наместник в Кочани                             |
| Стоян Симеонов               |             |                                     | публицист към делегацията                                  |

В началото на септември 1931 година делегацията заминава за Женева, седалището на Обществото на народите. Делегацията е приета от главния секретар сър Ерик Дръмънд и от председателя на Съвета на ОН Леру. И двамата заявяват, че ще обърнат сериозно внимание на исканията. Делегацията се среща и с други лица в Женева, след което заминава за Рим, където успява да получи аудиенция от папа Пий XI, който дава благословия на делегацията. След него е приета от държавния подсекретар на Ватикана.
След Рим делегацията заминава за Париж, където се среща с кардинал Жан Вердие, на когото връчва меморандум за плачевното положение на българите в Югославия и Гърция.
От Париж делегацията заминава за Лондон, където е приета от архиепископа на Кентърбъри Козмо Гордън Ланг, председателя на Балканския комитет сър Едуард Бойл и лорд Бъкстон.
Последна спирка на делегацията в Европа е Берлин, където пристига на 9 октомври 1931 година. Там петицията е връчена на Висшия съвет на евангелските църкви, който обещава съдействие. Препис е връчен и на германското външно министерство.
Делегацията планира да се срещне и Коптската църква в Абисиния, но и изпраща само петицията.
Мисията на делегацията е широко отразена в европейския печат. Комитетът за националните малцинства при ОН разглежда петицията на македонското духовенство. Направени са запитвания от страна на ОН до белградското правителство, което е принудено да дава отговори. Комитетът на тримата при ОН - с представител на Франция, Германия и Перу, след като получава отговора на Белград, иска нови обяснения. През есента на 1932 година този комитет за трети път разглежда подадените петиции. Френският делегатъ е изцяло на сръбска страна, а германският настоява, че македонските българи са малцинство, отговарящо напълно на дефиницията, дадена в Договора за защита на малцинствата. Представителят на Перу участва за пръв път и се държи резервирано. Така въпросът е отложен.